# Max Lederer
Max Lederer (17. října 1875 Heřmanův Městec – 2. září 1937 Česká Skalice) byl český železniční úředník, dramatik, divadelník a prozaik židovského původu.

## Život
Max Lederer se narodil 17. října v Heřmanově Městci do židovské rodiny podomního obchodníka.
Po absolvování místní české školy a gymnázia v Hradci Králové zabránil nástupu na vysokou školu nedostatek financí. Po škole tedy nastoupil jako železniční zaměstnanec do stanice Kyšperk (dnešní Letohrad). Zde se seznámil se svojí budoucí manželkou Ernestinou Wilhelmovou.
Přes stanice Kolín a Nymburk byl přeřazen do stanice Poříčí u Trutnova, kde právě v nedalekém Trutnově začal hrát v ochotnickém divadle. Poté co v Trutnově začala být česká menšina pod nátlakem Němců, byl Max Lederer přeřazen do Čáslavi. Po krátké zastávce v Čáslavi se přesunul do stanice v Kojeticích na Moravě, kde se stal přednostou stanice. V této funkci později působil i ve Světlé nad Sázavou, kde prožil i první světovou válku. Důležitou roli sehrál Lederer při vzniku Československa. Jménem pozdějšího ministra železnic Isidora Železníka podepsal telegrafický rozkaz o převzetí železničního vozového parku na území republiky nově vzniklým Národním výborem československým, čímž zabránil jeho odvlečení do Rakouska, kam už mezitím jeho část s cenným nákladem směřovala.
Po válce působil ve Znojmě, kde chvilku vykonával pozici přednosty stanice. Následně byl přeřazen do stanice Jaroměř-Josefov, kde zůstal až do svého odchodu do výslužby. V Jaroměři se zapojil nejenom do kulturního života, ale i do politického. Byl zástupce Československé strany národně socialistické v městské radě, II. náměstek starosty města, člen musejní komise a správcem sbírek o Kuksu. Max Lederer zemřel 2. září 1937 v České Skalici.

## Dílo

### Divadlo
Max Lederer začal s ochotnickým divadlem v Trutnově, kde byl roku 1904 přijat do místního ochotnického spolku. Spolek začátkem roku 1906 za nejasných důvodů opustil, ale ani ne po dvou měsících se k ochotníkům vrátil. V roce 1907 se konala valná hromada, kde byl zvolen do nového výboru ve funkci režiséra. Ve stejném roce se režisérsky podílel na třech hrách (Vpád, Paličova dcera, Cop). Díky své velké znalosti tehdejšího divadla předvedl právě hru Cop autorky Boženy Vikové-Kunětické, která byla následující rok oceněna cenou Dr. Herolda. V pozici režiséra se osvědčil, a tak byl v roce 1908 opět zvolen režisérem. Téhož roku předvedl divadelní hru Strakonický dudák, která byla připomínkou 100 let od narození J. K. Tyla. Hra měla tak velký úspěch, že se do Národního domu v Trutnově nedostali všichni zájemci a zhruba 100 jich muselo odejít. Své veliké znalosti českého divadla uplatnil nejenom v divadle, ale také v místních novinách Trutnovský věstník. Populární články byly o životě českých literátů, jako byli Fridrich Schiller, Josef Kajetán Tyl, Svatopluk Čech. Poslední divadelní hra, kterou v Trutnově režíroval byla hra Terna.
Po konci v Trutnově se přes několik zastávek zastavil v Jaroměři, kde také přispíval ke kulturnímu životu. V roce 1935 slavili ochotníci z Trutnova výročí 35. let od založení. Max Lederer byl pozván a spolu s vybranými ochotníky Jiráskova okrsku prezentovali divadelní hru Pantáta Hájek.
Během života hrál v mnoho inscenacích, ze kterých nejraději vzpomíná na Domov a víra starého Rotta, Pro štěstí, Sedlák Zlatodvorský a mnoho dalších. Působil v nich jako herec a také jako režisér. V roce 1923 se stal místopředsedou a v roce 1928 předsedou Jiráskova okrsku ÚMDOČ (Ústřední matice divadelního ochotnictva českoslovanského). Byl jeden ze zakladatelů festivalu Jiráskův Hronov, kde se podílel první čtyři roky na inscenacích Jiráskových historických obrazů – Gera, Jan Hus, Jan Žižka, Jan Roháč. Divadlo se mu nakonec stalo osudným, když při generální zkoušce divadelní hry zemřel.